# Gerardo Vonder Putten
Gerardo Sebastián Vonder Putten Gabachuto (Montevideo, 28 febbraio 1988) è un ex calciatore uruguaiano, di ruolo centrocampista.